# Friedrich-Wilhelm Holland
Richard Friedrich-Wilhelm Holland (* 12. November 1903 in Braunschweig; † 20. August 1979 ebenda) war nach dem Zweiten Weltkrieg ein Richter in Niedersachsen.

## Leben
Friedrich-Wilhelm Holland war Sohn des nachmaligen Generalstaatsanwalts Wilhelm Holland. Er besuchte das Wilhelm-Gymnasium (Braunschweig). Nach dem Abitur (1921) immatrikulierte er sich zum Sommersemester 1922 an der Tübinger Eberhard-Karls-Universität für Rechtswissenschaft. Als Fuchs beim Corps Rhenania Tübingen musste er nach zwei Mensuren aus gesundheitlichen Gründen ausscheiden. Er wechselte an die Universität Leipzig und die Georg-August-Universität Göttingen, die ihn 1926 zum Dr. iur. promovierte. Am 7. Juli 1927 wurde er bei Rhenania Corpsschleifenträger. Nach beiden mit „gut“ bestandenen Staatsexamen trat er am 1. Juni 1929 als Gerichtsassessor in den braunschweigischen Staatsdienst.
Anfang 1933 sollte Holland zum Amtsgerichtsrat in Eschershausen ernannt werden. Nach Erlass des Berufsbeamtengesetzes wurde diese Ernennung allerdings davon abhängig gemacht, dass sich Holland von seiner Verlobten Ilse Heymann trennte; die Tochter des Oberlandesgerichtsrates Rudolf Heymann galt wegen der jüdischen Herkunft ihres Großvaters – des jüdischen Rechtsanwaltes und Braunschweiger Stadtrates Victor Heymann – als „nicht arisch“. Holland entschied sich gegen den Staatsdienst, für die Verlobte und ließ sich in Sozietät mit Volkerding in Braunschweig als Rechtsanwalt nieder. Rhenania verlieh ihm am 18. Dezember 1938 das Band.
Holland wurde im Oktober 1940 zur Wehrmacht eingezogen und geriet bei Kriegsende in englische Gefangenschaft. Im September 1945 entlassen, wurde er im Oktober 1945 beauftragter Staatsanwalt. Ab Juli 1946 erwarb er sich Ansehen als Vorsitzender des sogenannten „Holland-Ausschusses“, in dem drei durch die britischen Besatzungsbehörden eingesetzte, unbelastete Juristen die Braunschweiger Justiz auf NS-Belastung überprüften. Im November 1946 wurde Holland zum Oberlandesgerichtsrat ernannt. Nach einer siebenmonatigen Referententätigkeit im Niedersächsischen Justizministerium wurde er am 1. März 1949 zum stellvertretenden Präsidenten des Oberlandesgerichtes Braunschweig (OLG) ernannt, zum 1. September 1950 wurde er Präsident des Landgerichts Braunschweig. 1955 kehrte Holland als Nachfolger Bruno Heusingers als Präsident an das OLG Braunschweig zurück. 1960 wurde er Präsident des Niedersächsischen Staatsgerichtshofs. 1968 trat er in den Ruhestand.

## Ehrungen
- 1969: Großes Bundesverdienstkreuz mit Stern